# 小麦色

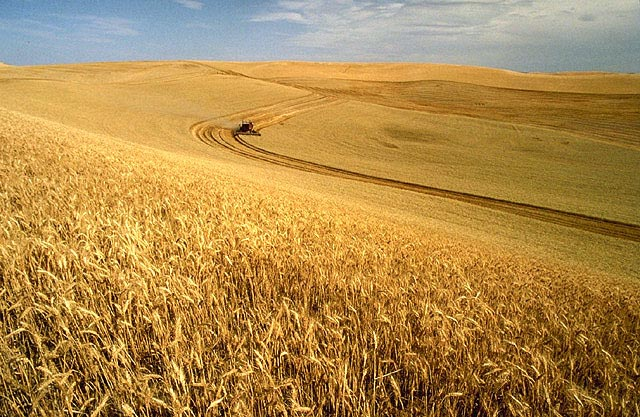
小麦畑

小麦色（こむぎいろ、英:wheat,cocoa brown,wheat brown）とは、色の一つで名前通り小麦の実の色。JISの色彩規格では「やわらかい赤みの黄」としている。小麦の殻粒のようなつやのある薄い茶色。浅黒く日焼けした肌の色。

## 概要
元々日本にはなかった色名で、近代以降英語の「Wheat（ホイート）」の訳語として使われるようになった。かつては日焼けした健康的な肌色を形容する言葉として「小麦色の肌」といわれていた。しかし、近年は紫外線の害が注目されるようになり、以前ほどは使われなくなった。
日本では「日焼けした健康的な肌の色」として使われることがあるが、欧米ではそういった意味を持たない。

## 近似色
- オレンジ色
- 黄色
- 茶色
- 肌色
- 麦藁色
- 赤銅色
- 薄茶色